# Bridging the Gap (Nas)
Bridging the Gap è il secondo singolo tratto da Street's Disciple, doppio album del rapper Nas.
Realizzata in collaborazione con Olu Dara, bluesman e padre di Nas, Bridging the Gap descrive la storia della musica black nelle strofe del rapper newyorkese. La canzone è prodotta da Salaam Remi e contiene un campione di Mannish Boy, dei musicisti blues Muddy Waters e Howling Wolf.

## Il video
Il video mostra Nas e Olu Dara su un palco, circondati da ballerine e fotografie dell'infanzia di Nas.

## Tracce

### Lato A
1. "Bridging The Gap" (Album Version) (4:00)
2. "Bridging The Gap" (Instrumental) (3:57)
3. "Bridging The Gap" (A Cappella) (3:57)

### Lato B
1. "Bridging The Gap" (Album Version) (4:00)
2. "Bridging The Gap" (Instrumental) (3:57)
3. "Bridging The Gap" (A Cappella) (3:57)